# Круті віражі
Круті віражі (ориг. назва Cool Runnings) — американський комедійний фільм, оснований на реальних подіях, про чотирьох ямайських бобслеїстів, які вирішили взяти участь у Зимових Олімпійських іграх 1988 року в Калгарі. Фільм вийшов на екрани в 1993 році.

## У ролях
- Джон Кенді — Ірвінґ Блітцер
- Леон Робінсон — Деріс Бенок
- Доуґ Е. Доуґ — Санка Кофі
- Малік Йоба — Юл Бренер
- Рейвел Де Левіс — Молодший Бевіл
- Сідхард Саіні — Вінстон